# Моисеев, Игорь Александрович
И́горь Алекса́ндрович Моисе́ев (21 января 1906, Киев — 2 ноября 2007, Москва) — советский и российский артист балета, танцовщик, балетмейстер, хореограф, педагог, общественный деятель. Герой Социалистического Труда (1976), народный артист СССР (1953), лауреат трёх Сталинских (1942, 1947, 1952), Ленинской (1967), Государственной премии СССР (1985) и Государственной премии РФ (1996). Кавалер трёх орденов Ленина (1958, 1976, 1986).

## Биография
Родился 8 (21) января 1906 года в Киеве, где работал адвокатом его отец Александр Михайлович Моисеев — русский дворянин родом из Орловской губернии. Матерью Игоря была модистка Анна Александровна Грэн, «полуфранцуженка, полурумынка». Родители познакомились в Париже, где Игорь также провёл несколько детских лет и свободно говорил по-французски. Был единственным ребёнком в семье.
Учился в Москве, в частной балетной студии (1920). Его отец считал, что танцы улучшают осанку, и боясь «тлетворного» влияния улицы на 14-летнего подростка, отвёл его в балетную студию бывшей балерины Большого театра В. Мосоловой, находившуюся недалеко от их дома. Спустя два-три месяца после начала занятий преподавательница отвела Игоря в Государственную балетную школу ГАБТ (ныне Московская академия хореографии). Моисеев вступительный экзамен сдал.
В 1924 году окончил Государственную балетную школу ГАБТ (педагоги Иван Смольцов и Александр Горский) и был принят в труппу Большого театра, где работал до 1939 года. С 1931 года — солист. Уже в 1930 году начал работать как балетмейстер.
В 1930-е годы ставит ряд физкультурных парадов на Красной площади, спектакли в Армянской студии Рубена Симонова, даёт уроки дуэльного кодекса в МХТ, преподаёт в Московском хореографическом училище, заведует секцией хореографии в Театре народного творчества (1936).
В 1933 году окончил Университет искусств.
В 1937 году, заручившись поддержкой председателя Совета народных комиссаров Вячеслава Молотова, создал первый в стране профессиональный ансамбль народного танца (ныне Ансамбль народного танца имени Игоря Моисеева). Первая репетиция нового ансамбля состоялась 10 февраля 1937 года. С того времени — бессменный художественный руководитель и постановщик танцев ансамбля.
Вместе с ансамблем беспрерывно гастролировал по СССР (с 1938) и за рубежом (с 1945).
В 1943 году создал первую в стране профессиональную школу народного танца (хореографическая Школа-студия при Государственном академическом ансамбле народного танца), а в 1966 году — организовал хореографический концертный ансамбль «Молодой балет» (ныне Государственный театр балета под руководством Н. Касаткиной и В. Василёва), которым руководил до 1970 года.
Ставил торжественные концерты и культурные программы, посвящённые выдающимся событиям общественной жизни страны. Возглавлял жюри телевизионного фольклорного фестиваля «Радуга», был постоянным членом жюри многих Международных конкурсов и фестивалей народного танца, участвовал в работе Комитета защиты мира.
Моисеев вспоминал, что от него 18 раз требовали вступить в КПСС. Но он неизменно отказывался по принципиальным соображениям.

— А почему вы не хотите вступить в партию?

— Потому что я верю в Бога и не хочу, чтобы вы меня за это прорабатывали на своих собраниях.
Член коллегии Большого театра (с 1985), член президиума Российской Академии искусств (с 1996), член комиссии при Президенте РФ по Государственным премиям РФ в области литературы и искусства, член Совета деятелей культуры, науки и образования при МИД России.
Автор статей по хореографии, автобиографической книги «Я вспоминаю…Гастроль длиною в жизнь».
С середины 1960-х годов увлекался филателией. Основу его коллекции составляли марки Венгрии, подаренные ему вместе с кляссером ещё в середине 1950-х годов во время гастролей по этой стране, марки Испании, а также марки, посвящённые танцам и костюмам мира.
 Скончался в Москве на 102-м году жизни 2 ноября 2007 года от осложнений гипертонической болезни и ишемической болезни сердца. Похоронен 7 ноября 2007 года на Новодевичьем кладбище (участок № 5).

## Семья
Был женат трижды:
Первая жена — Нина Борисовна Подгорецкая (1902—1977), прима-балерина Большого театра, участвовала в создании ансамбля народного танца, заслуженная артистка РСФСР (1947).
Вторая жена — Тамара Алексеевна Зейферт (1918—2005), танцовщица, педагог-репетитор, народная артистка РСФСР (1958).
Дочь — Ольга Игоревна Моисеева (род. 1943), солистка ансамбля и педагог-репетитор, заслуженная артистка РСФСР (1973). Внук — Владимир Моисеев (род. 1963), артист балета, балетмейстер, заслуженный артист РФ (1996), создатель Русского национального балетного театра.
- Третья жена (с 1974 года) — Ирина Алексеевна Моисеева (1925—2021, урождённая Чагадаева), артистка народно-сценического танца, солистка (с 1941 года) и педагог Ансамбля народного танца, заслуженная артистка РСФСР (1958). После смерти И. Моисеева — председатель творческой коллегии, руководящей ансамблем[12].

## Память
- В Москве, на доме, где жил артист, установлена мемориальная доска.
- Ансамбль народного танца носит имя И. Моисеева.
- Творчеству Моисеева посвящены документальный фильм «Вечное движение» («Perpetuum mobile», 1967) и телефильм «Балет Игоря Моисеева» (1982).
- Дмитрий Щербина в роли Бориса Евсеева — художественного руководителя Государственного академического ансамбля народного танца СССР (прототип ГААНТ СССР п/р И. А. Моисеева) в сериале «Берёзка».

## Творчество

### Репертуар вБольшом театре
- «Корсар» А. Адана, хореография М. Петипа, редакция А. Горского — Раб
- «Конёк-Горбунок» Ц. Пуни, хореография М. Петипа, редакция А. Горского — Раб, мазурка
- «Теолинда» Ф. Шуберта, балетмейстер К. Голейзовский — Рауль
- «Иосиф Прекрасный» С. Василенко, балетмейстер К. Голейзовский — Иосиф
- «Футболист» В. Оранского, собственная постановка — Футболист
- «Саламбо» А. Арендса в постановке А. Горского — Мато
- «Красный мак» Р. Глиэра — Ма Ли-чен

Первый исполнитель партий
- 1932 — «Саламбо» А. Арендса, собственная постановка — Мато
- 1933 — «Дионис» А. Шеншина, «Шопениана», «Чарда», балетмейстер К. Голейзовский — Солист
- 1935 — «Светлый ручей» Д. Шостаковича, балетмейстер Ф. Лопухов — Узбек

### Постановки вБольшом театре
Балеты
- 1930 — «Футболист» В. Оранского (совместно с Л. Лащилиным и Л. Жуковым)
- 1930 — «Тщетная предосторожность» П. Гертеля (совместно с А. Мессерером на сцене Экспериментального театра при ГАБТ)
- 1932 — «Саламбо» А. Арендса (с добавлением музыки А. Глазунова, В. Небольсина и А. Цфасмана)
- 1935 — «Три толстяка» В. Оранского
- 1958 — «Спартак» А. И. Хачатуряна

Танцы в операх
- 1930 — «Загмук» А. А. Крейна
- 1930 — «Турандот» Дж. Пуччини
- 1932 — «Демон» А. Г. Рубинштейна
- 1933 — «Любовь к трём апельсинам» С. С. Прокофьева
- 1936 — «Кармен» Ж. Бизе

### Ансамбль народного танца
С 1937 года — руководитель созданного им «Ансамбля народного танца СССР» (в 1991 переименован в «Государственный академический ансамбль народного танца под руководством Игоря Моисеева», с 2007 года — имени Игоря Моисеева).
Поставленные танцы
- Танцы народов мира:
  - Русские танцы:
«Полянка», «Времена года. Сюита из двух танцев», «Вензеля», «Шестера. Уральский танец», «Задиристые частушки», «Русский перепляс», «Метелица (Снегурка)»
  - Белорусские танцы:
«Лявониха», «Крыжачок», «Полька „Янка“», «Бульба», «Полька „Мама“», «Юрочка (Деревенский Дон Жуан)»
  - Украинские танцы:
«Веснянки. Сюита» («Выход девушек (Девичья печаль)», «Прощание», «Гадание (Сцена с венками)», «Большой танец», «Каблучок», «Выход парубков», «Возвращение», «Встреча и величание», «Гопак», «Аркан» (гуцульский мужской пастушеский танец), «Танец девушки и двух парней» (гуцульский танец)
  - Молдавские танцы:
«Жокул маре (большой жок (танец)), Сюита» («Хора (Танец девушек)», «Чокырлия (Жаворонок)», «Жок», «Молдовеняска», «Коаса (Косари)», «Ла спэлат (Прачка)», «Сфределуш (сельскохозяйственный танец)», «Молдаваночка», «Хитрый Мокану. Сюита» («Танец парней», «Танец девушек», «Объяснение в любви», «Общий выход», «Сырба (очень быстрый танец)», «Юла»
  - Киргизские танцы:
«Юрта», «Кыз кумай (Догони девушку)», «Танец киргизских девушек»
  - Узбекские танцы:
«Пахта (Хлопок)», «Танец с блюдом», «Уйгурский танец „Сафаили“ (национальный погремушечный инструмент)»
  - Таджикские танцы:
«Танец девушек», «Мужской воинственный танец с кинжалом», «Танец с дойрой (восточное название бубна)»
  - Казахский танец «Кок-пар»
  - Еврейские танцы в рамках Еврейской сюиты
  - Монгольские танцы:
«Монгольские наездники», «Монгольская статуэтка», «Танец монгольских борцов»
  - Башкирский танец «Семь красавиц»
  - Бурятские танцы (сюита «Цам» из десяти танцев)
  - Танец казанских татар
  - Танец крымских татар «Черноморочка»
  - Калмыцкие танцы:
«Чичирдык (Парящий орел)», «Ишкымдык (Два всадника)», Торгутский танец
  - Осетинский танец «Симд»
(массовый танец)
  - Грузинские танцы:
«Картули (Лекури)», «Хоруми» (аджарский танец)
  - Азербайджанские танцы:
«Чабаны», «Десмолы», «Газахи»
  - Армянская «Майнуки» из четырёх танцев
  - Цыганский танец
  - Латвийские танцы (сюита из трех танцев)
  - Литовские танцы (сюита из пяти танцев)
  - Эстонские танцы:
«Эстонская полька через ножку», «Хиу-вальс. Эстонская сюита из трех танцев»
  - Польские танцы:
«Полонез», «Трояк», «Оберек», «Краковяк», «Мазурка», «Полька-лабиринт»
  - Венгерские танцы:
«Чардаш», «Понтозоо», «Хлопушки» (танец точками с отбивкой по сапогам), «Прощание», «Девичий танец с бутылками на голове», «Танец со шпорами»
  - Болгарские танцы (сюита из пяти танцев)
  - Румынские танцы:
«Брыул», «Мушамауа» (веселый массовый танец), «Оашский танец»
  - Финский танец «Комическая полька»
  - Немецкий танец «Немецкий вальс»
  - Китайские танцы:
«Танец с барабанами», «Танец с лентами», «Сан ча коу» (На перекрестке), «Большая пантомима»
  - Корейский танец «Санчонга»
  - Якутский танец «Добрый охотник»
  - Нанайские танцы:
«Нанайская народная игра „Фехтование на палках“», «Борьба двух малышей» (сценка)
  - Чувашский танец
  - Марийский танец
  - Вьетнамский танец «Танец с бамбуком»
  - Чешский танец «Чешская полька»
  - Словацкий танец
  - Греческие танцы:
«Сиртаки (Мужской танец)» (музыка М. Теодоракиса), «Танец девушек», «Общий хоровод», «Мужской танец четверками», «Общий финальный танец»
  - Итальянский танец «Сицилианская тарантелла La karetta»
  - Испанские танцы:
«Испанская баллада», «Арагонская хота» (музыка М. И. Глинки)
  - Ирландский танец «Молодость»
  - Югославские танцы:
«Сербиянка» (сербский танец), «Кукунешти» (сербский мужской танец), «Македонский женский танец», «Дзюрдевка» (черногорский воинственный танец), «Селянчица» (сербский танец), «Клятва» (македонский мужской танец)
- Танцы Латинской Америки:
  - Аргентинские танцы:
«Маламбо», «Гаучо» (Танец аргентинских пастухов), «Таверна» (одноактная картина), «В таверне Радригес Пенья».
  - Мексиканская сюита («Сапатео», «Авалюлько»)
  - Венесуэльский танец «Хоропо»
- Танцы США:
«Сквер-данс», «Назад к обезьяне» (пародия на рок-н-ролл)
- Цикл «Картинки прошлого»:
«Подмосковная лирика», «Городская фабричная кадриль», «Трепак» (музыка П. И. Чайковского из балета «Щелкунчик»), «Сюита из старинных русских танцев», «По дворам», «Ухажёры», «Полька-красотка с фигурами и комплиментами», «Скоморошьи игрища», «Еврейская сюита „Семейные радости“»
- Цикл «Советские картинки»:
«Колхозная улица», «Русская красноармейская пляска», «Призывники», «Партизаны», «Праздник труда — пятнадцать танцевальных фрагментов», «Флотская сюита „День на корабле“», «Футбол» (хореографическая сценка)
- Дорога к танцу (класс-концерт):
«Станок», «Середина», «Проходки», «Перепляс», «Украинский танец», «Гопак-коло», «Полька»
- На катке (музыка Жака Оффенбаха, Иоганна Штрауса, Андрея Петрова):
«Вальс конькобежцев», «Девушка и юноша», «Соревнования вертунов», «Парад», «Галоп и финал»
- Ночь на Лысой горе (в двух картинах):
«Ярмарка» (музыка народная), «Ночь на Лысой горе» (музыка М. П. Мусоргского)
- Половецкие пляски (музыка А. П. Бородина):
«Выход Хана», «Танец пленниц», «Танец мальчиков», «Танец лучников», «Выезд всадников», «Общий танец», «Танец пастухов», «Воинственный танец», «Финал»
- Балет Спартак. Танцы из балета (музыка А. И. Хачатуряна):
«Вакханалия», «Выход гладиаторов», «Андобаты (Бой в слепых шлемах)», «Ретиарий и мермелон (Рыбак и рыбка)», Адажио, «Битва фракийцев и самнитов»
- Эстрадный номер «Полька-лабиринт».

### Фильмография
Участие в фильмах
- 1961 — За рампой - Америка (документальный)
- 1961 — СССР с открытым сердцем (документальный)
- 1967 — Perpetuum mobile. Вечное движение (документальный)
- 1984 — И снова звёздный час! (документальный)
- 2006 — 100 лет неодиночества. Игорь Моисеев (документальный)

Архивные кадры
- 2006 — 100 лет неодиночества. Игорь Моисеев (документальный)
- 2012 — Игорь Моисеев. Ушёл, чтобы остаться (документальный)

## Награды и звания
Награды СССР и Российской Федерации:
- Герой Социалистического Труда (20 января 1976 года) — за выдающиеся заслуги в развитии советского хореографического искусства и в связи с семидесятилетием со дня рождения[13]
- Три ордена Ленина:
  - первый (1958)
  - второй (1976)
  - третий (20 января 1986 года) — за большие заслуги в развитии советского хореографического искусства и в связи с восьмидесятилетием со дня рождения[14]
- Орден Октябрьской Революции (1981)
- Два ордена Трудового Красного Знамени:
  - первый (31 октября 1940 года) — за выдающиеся заслуги в деле развития Бурят-Монгольского театрального и музыкального искусства[15]
  - второй (20 января 1966 года) — за большие заслуги в развитии советского хореографического искусства и в связи с шестидесятилетием со дня рождения[16]
- Орден «Знак Почёта» (2 июня 1937 года) — за выдающиеся заслуги в деле развития оперного и балетного искусства[17]
- Орден «За заслуги перед Отечеством» I степени (21 января 2006 года) — за выдающийся вклад в развитие отечественного и мирового хореографического искусства, многолетнюю творческую деятельность[18]
- Орден «За заслуги перед Отечеством» II степени (12 июня 1999 года) — за выдающийся вклад в развитие культуры и в связи с 75-летием творческой деятельности[19]
- Орден «За заслуги перед Отечеством» III степени (28 декабря 1995 года) — за заслуги перед государством, выдающийся вклад в развитие хореографического искусства[20]
- Орден Дружбы народов (11 апреля 1994 года) — за большой личный вклад в развитие хореографического искусства и мировой культуры[21]
- Медаль «За доблестный труд. В ознаменование 100-летия со дня рождения Владимира Ильича Ленина»
- Медаль «За доблестный труд в Великой Отечественной войне 1941—1945 гг.»
- Медаль «В память 800-летия Москвы»
- Медаль «В память 850-летия Москвы»
- Благодарность Президента Российской Федерации (20 января 2001 года) — за выдающийся вклад в развитие мирового хореографического искусства[22]
- Знак отличия «За заслуги перед Москвой» (26 декабря 2005 года) — за заслуги в развитии хореографического искусства, большой вклад в культурную жизнь Москвы и многолетнюю творческую деятельность[23]
- Почётная грамота Московской городской Думы (11 апреля 2001 года) — за личный вклад в развитие отечественной культуры[24]

Иностранные награды:
- Орден «Святой Александр» с короной (1945, Болгария)
- Офицер ордена Культуры (1945, Румыния)
- Орден Братства и единства (1946, Югославия)
- Командор ордена Возрождения Польши (2 июля 1946 года, Польша)[25]
- Кавалер ордена Полярной Звезды (1947, Монголия)
- Офицер ордена Культуры I степени (1954, Венгрия)
- Национальный орден Кедра II степени (1956, Ливан)
- Офицер ордена Культуры II степени (1960, Венгрия)
- Орден Сухэ-Батора (1976, Монголия)
- Орден Белого льва III степени (1980, Чехословакия)
- Офицер ордена Культуры III степени (1989, Венгрия)
- Командор ордена Гражданских заслуг (1996, Испания)
- Командор ордена Заслуг перед Республикой Польша (1996, Польша)
- Командор ордена Заслуг (1997, Венгрия)
- Орден «За заслуги» III степени (30 сентября 1999 года, Украина) — за значительный личный вклад в развитие украинско-российских культурных связей, весомые творческие достижения[26]
- Медаль «Моцарт» (2001)
- Командор ордена Звезды Румынии (2003, Румыния)
- Командор ордена Мая (17 мая 2004 года, Аргентина)[27]
- Орден «Данакер» (23 января 2006 года, Кыргызстан) — за большие заслуги в развитии и углублении кыргызско-российских отношений в области культуры и искусства[28][29]
- Орден князя Ярослава Мудрого V степени (3 марта 2006 года, Украина) — за выдающийся личный вклад в развитие культурных связей между Украиной и Российской Федерацией, многолетнюю подвижническую художественную деятельность[30]

Премии:
- Сталинская премия первой степени (1942) — за выдающуюся работу в области народного танца[31]
- Сталинская премия второй степени (1947) — за постановку программы «Танцы славянских народов» в ГААНТ СССР
- Сталинская премия первой степени (1952) — за концертно-исполнительскую деятельность в составе ГААНТ СССР
- Ленинская премия (1967) — за концертную программу ГААНТ СССР (1965)
- Государственная премия СССР (1985) — за новые программы ГААНТ СССР (1983—1984)
- Государственная премия Российской Федерации в области литературы и искусства за 1995 год (1996)[32]
- Премия Международного фонда «За развитие культурных связей между США и Россией» (1995)[33]
- Российская независимая премия «Триумф» (1997)
- Российская национальная премия «Овация» в номинации «Живая легенда» (2000)
- Первая премия «Легенда века» (2001, Правительство Москвы) — за выдающийся вклад в развитие отечественного и мирового хореографического искусства и в связи с 95-летием со дня рождения[34]
- Премия «За беззаветное служение искусству танца» (Фонд Г. Улановой, 2004)
- Международная премия «Вера и Верность» (Фонд Андрея Первозванного, 2006)
- Национальная премия «Россиянин года» (2006)[35]
- Американская премия «Оскар» в области танца (1961, 1974)
- Американская премия журнала «Данс Магазин» в области танца[36]

Звания:
- Народный артист Бурят-Монгольской АССР (1940)
- Заслуженный артист РСФСР (27 октября 1942 года)
- Народный артист РСФСР (1944)
- Народный артист Молдавской ССР (1950)
- Народный артист СССР (19 декабря 1953 года)
- Народный артист Киргизской ССР (1976)
- Почётный член Национального собрания Франции и член Французской Академии музыки и танца (1955)
- Доктор наук Международной академии наук Сан-Марино
- Почётный профессор Пекинской академии
- Профессор Российской академии театрального искусства (1997)
- Звание «Человек-Эпоха» (2005).